# Karfí
Karfí (en griego, Καρφί) es un yacimiento arqueológico de Grecia ubicado en la isla de Creta, en los montes Dicte, al norte de la meseta de Lasithi. Se extiende entre las montañas Karfí, Mikri Koprana y Megali Koprana.

## Características
Este yacimiento fue excavado entre 1937 y 1939 por un equipo de la Escuela Británica de Atenas. Alberga los restos de un santuario del periodo minoico medio ubicado en la cima del monte Karfí, a unos 1100 m de altitud, y un asentamiento y una necrópolis que perduró entre los periodos minoico reciente IIC y protogeométrico. Además, se han encontrado otros santuarios del periodo minoico reciente IIIC. 
En el santuario del minoico medio se han encontrado figurillas de arcilla de humanos y de animales, así como vasos de piedra y de arcilla. Tiempo más tarde, en el periodo micénico, se construyó un asentamiento del que se han hallado restos de casas, calles pavimentadas, patios, almacenes y un megaron. Había varios recintos destinados al culto, y además el santuario de época anterior continuó usándose, como muestran las figurillas encontradas, que representan a diosas con brazos levantados. También había una necrópolis con diecisiete tholos pequeños. Es un lugar provisto de varias fuentes. Otros hallazgos indican que en este asentamiento se desarrolló la ganadería ovina, se cultivaba grano y olivo, se practicaba la caza y se elaboraban tejidos.
Debido a la mezcla de objetos de procedencia minoica y otros de origen micénico, como cascos de colmillos de jabalí, se cree que la población que vivió en este lugar incluía tanto a gente procedente de la meseta de Lasithi como a otros habitantes procedentes de la zona continental de Grecia que buscaron aquí refugio. También se han detectado objetos de bronce, hierro y cerámica de influencia chipriota. 